# Chiesa della Visitazione di Maria Santissima (Trento)
La chiesa della Visitazione di Maria Santissima è la parrocchiale di Gardolo, nella Valle dell'Adige (provincia autonoma di Trento).

## Storia

### Vecchia parrocchiale

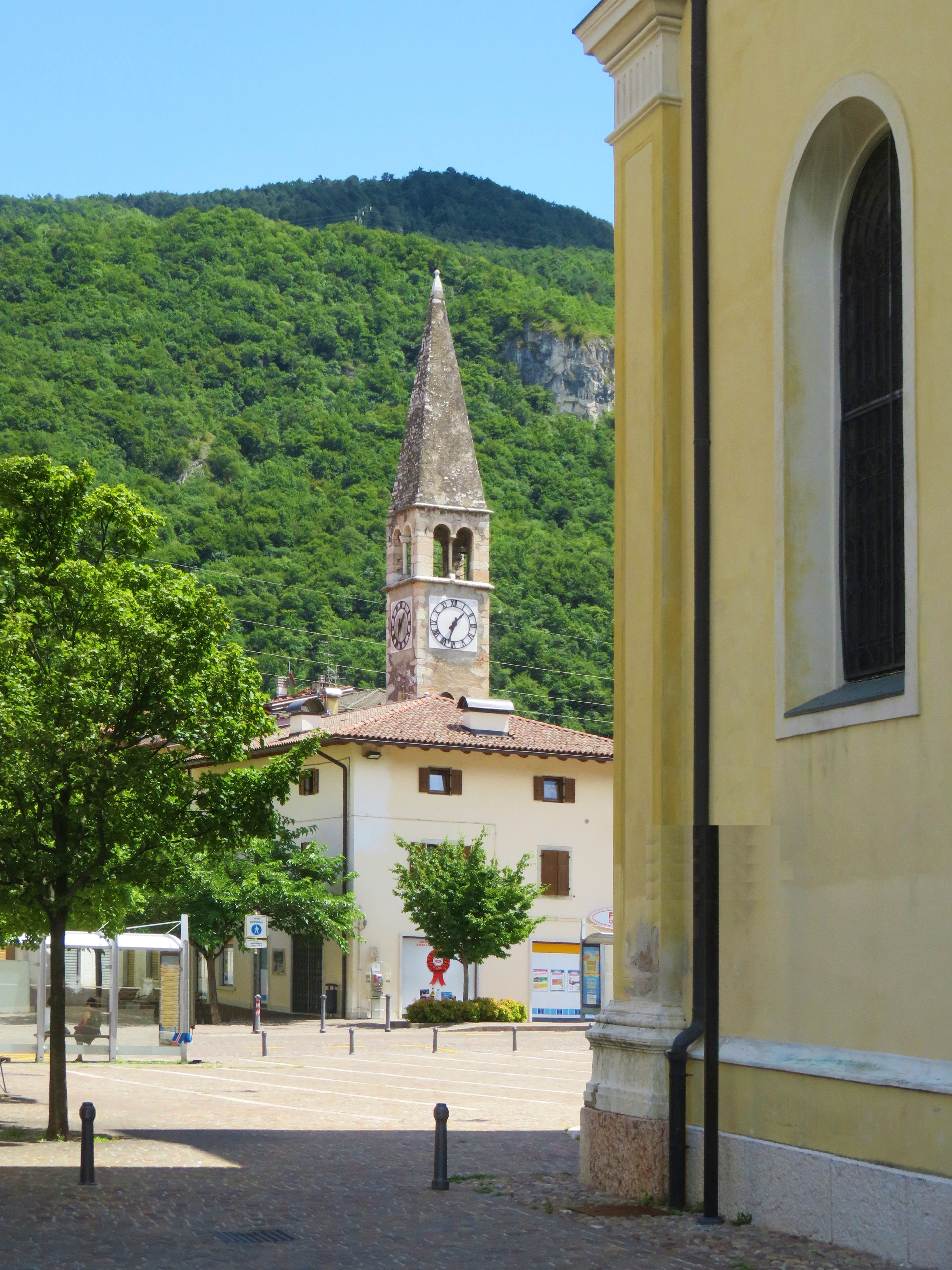
Campanile della vecchia chiesa di Gardolo visto dal fianco settentrionale dalla chiesa della Visitazione di Maria Santissima, sul lato est della piazza.

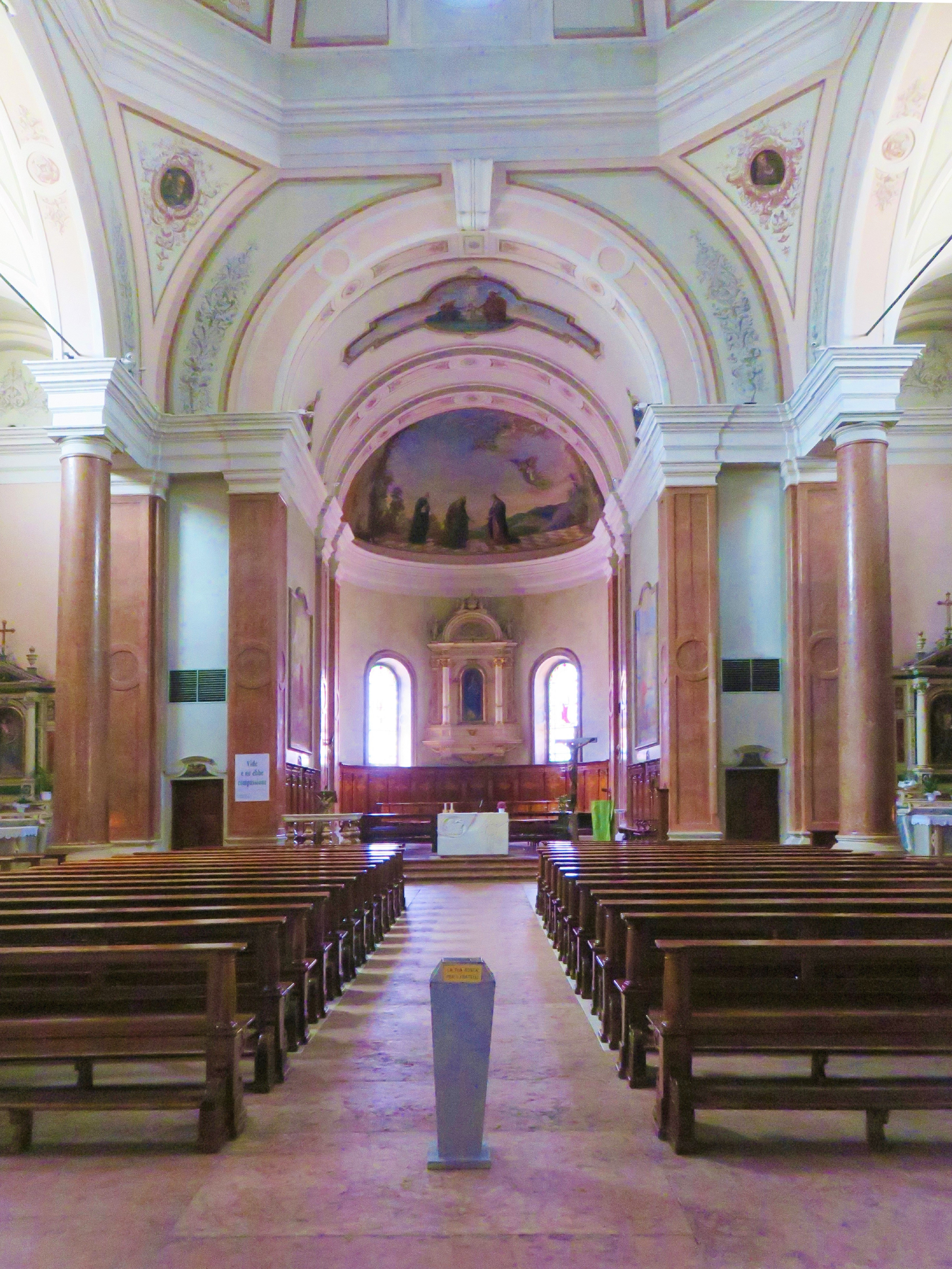
Interno

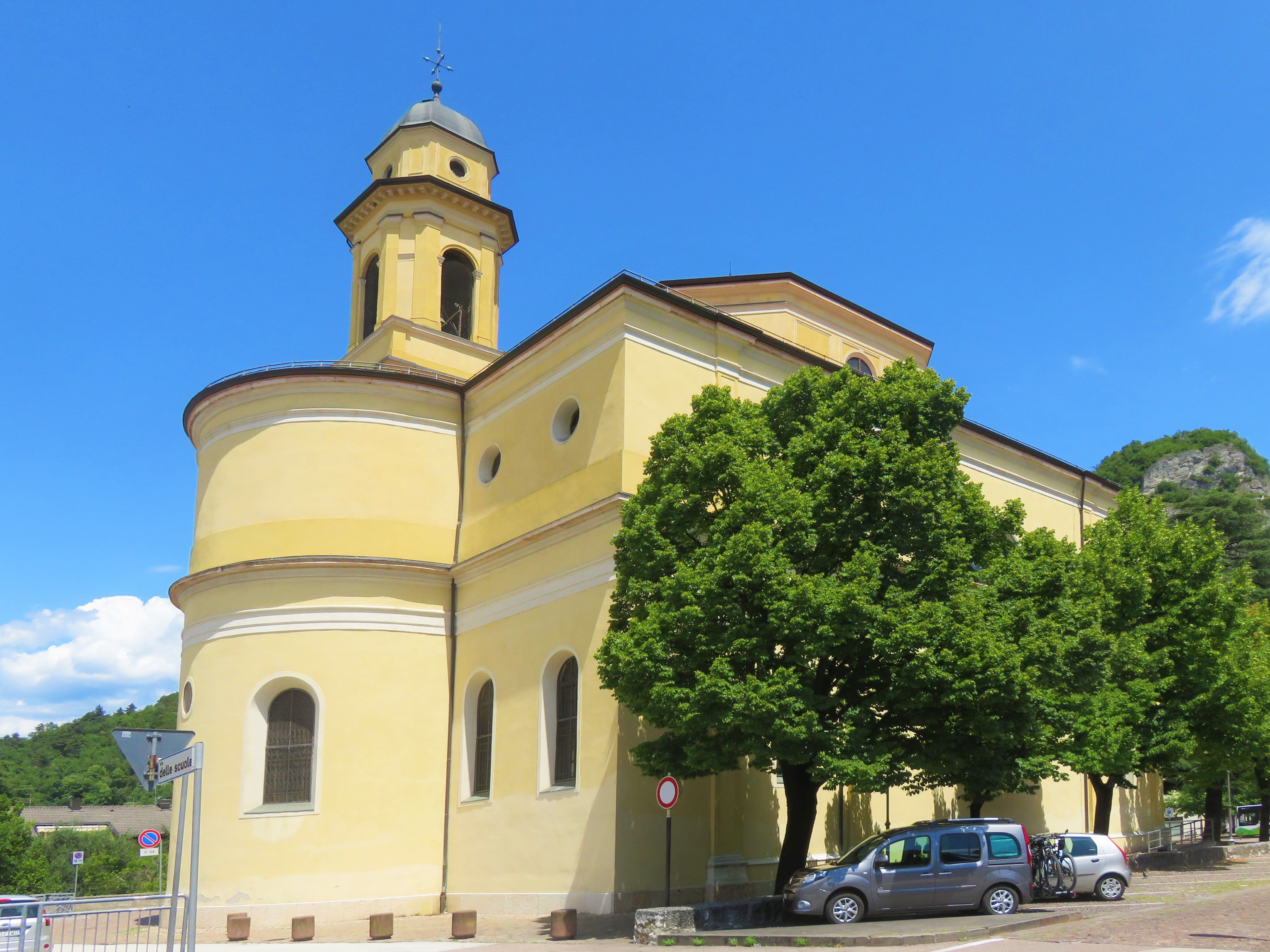
Esterno posteriore. Zona absidale e campanile.

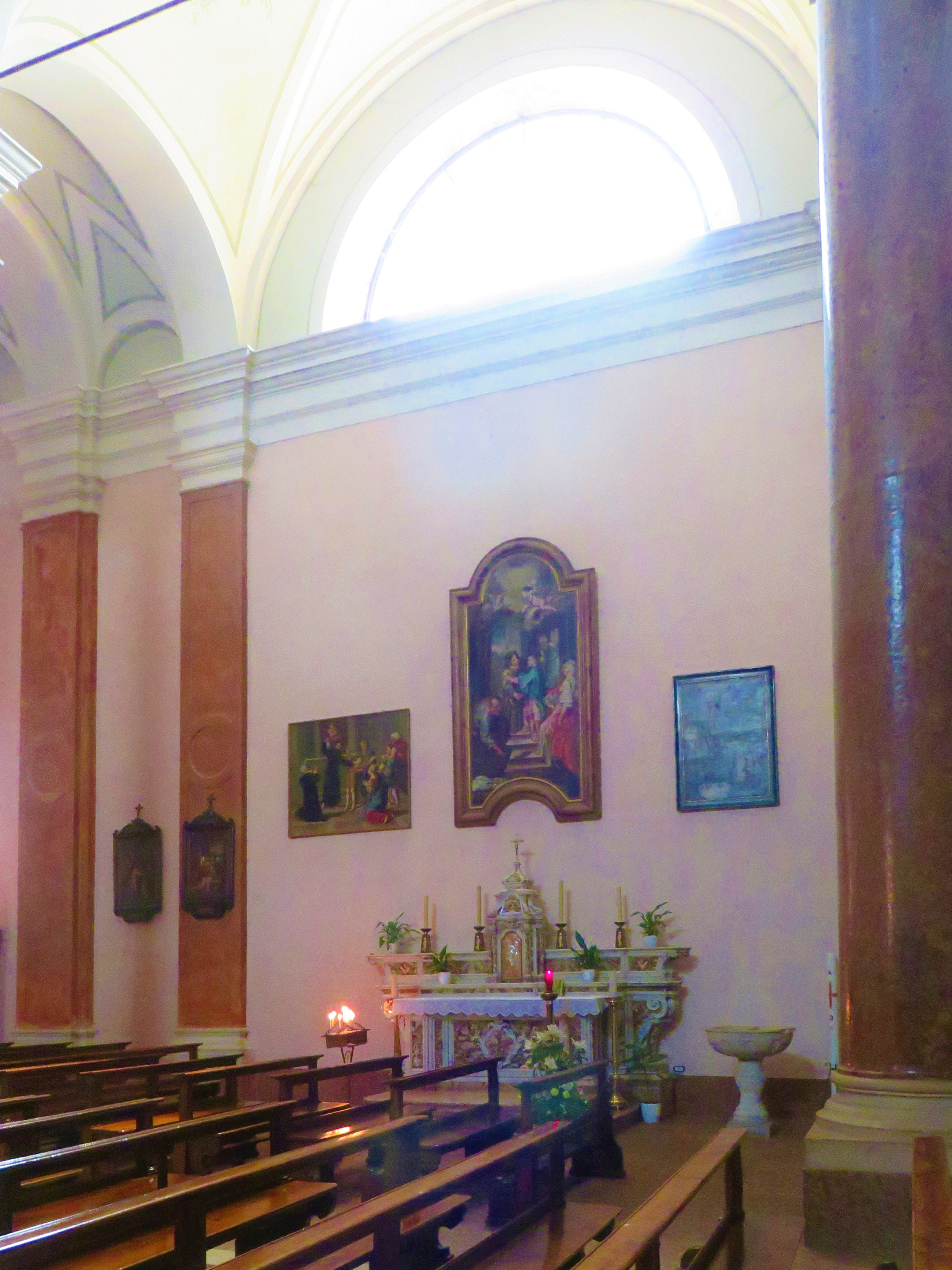
Altare maggiore della vecchia chiesa (opera di Giovanni Francesco Ogna da Brescia) e pala d'altare con la Visitazione (attribuita a Domenico Zeni).

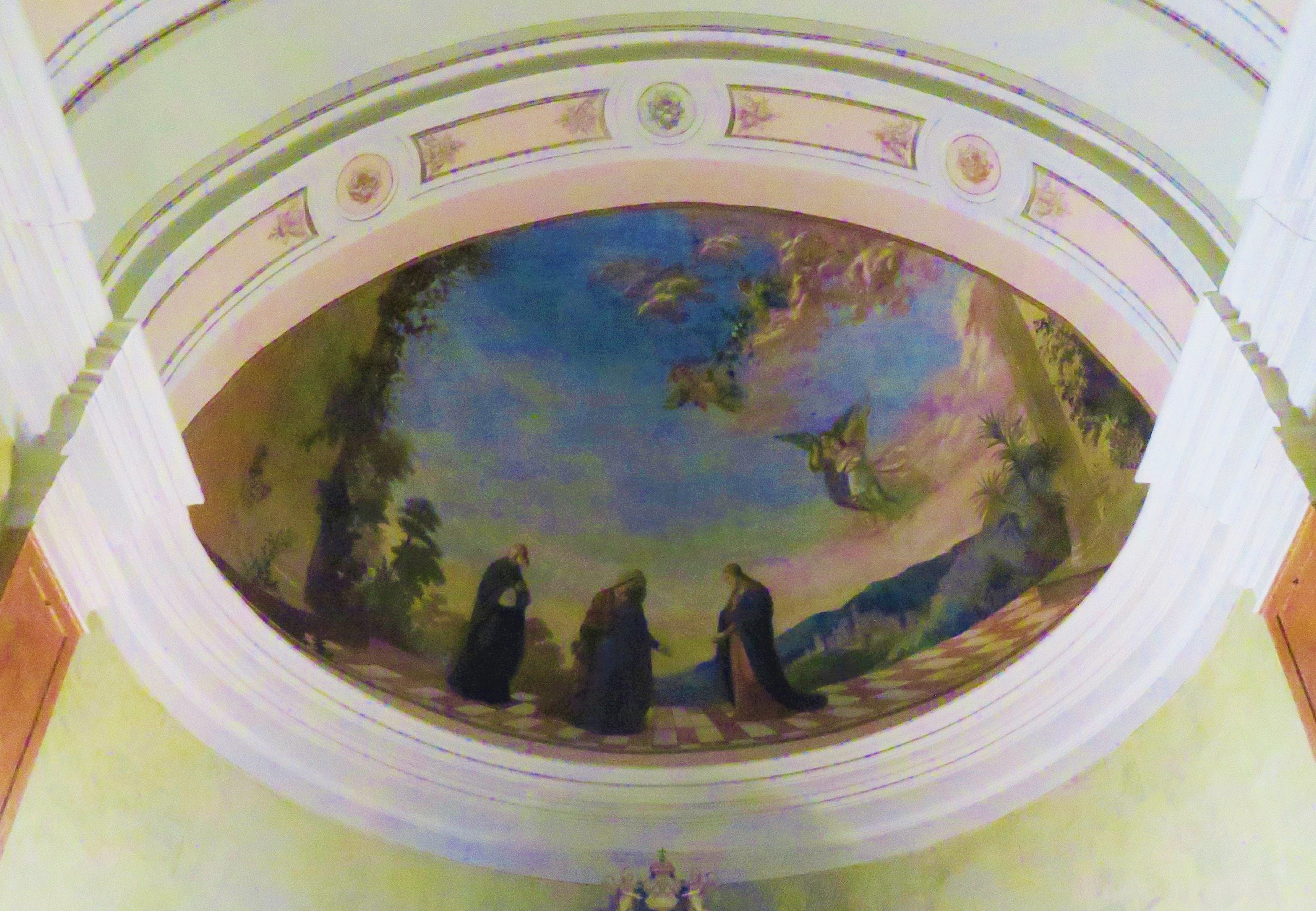
Affresco sulla cupola absidale.

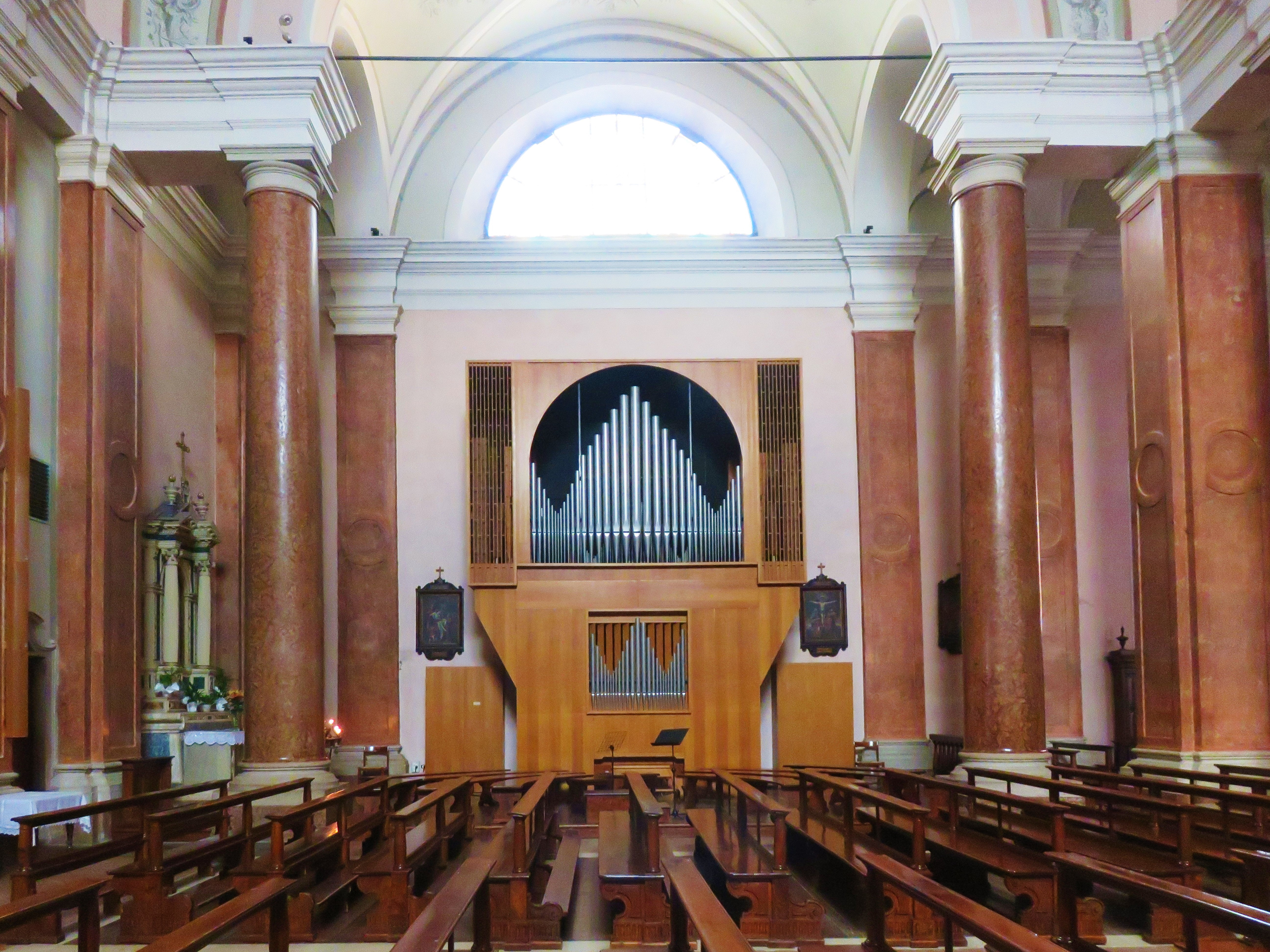
Organo, costruito nel 1974 dalla ditta Francesco Ciresa

La preesistente parrocchiale di Gardolo compare in un documento conservato dalla cattedrale di San Vigilio del 1467 e riguarda la sua consacrazione. In quel documento c'è la frase:"dicta ecclesia tendit ad ruinam" che fa supporre che in quella località vi fosse un luogo di culto che versava in pessime condizioni. Quel primo edificio del quale si hanno notizie aveva avuto la committenza di un notaio locale attorno all'inizio del XIV secolo. La sua costruzione viene fatta risalire tuttavia da alcune fonti al periodo compreso tra il XIV ed il XV secolo, e certamente la consacrazione di quella cappella avvenne oltre un secolo dopo, e fu dedicata a Santa Maria Vergine.
Sembra molto probabile che le stesse maestranze che lavorarono a questo antico edificio abbiano in seguito prestato la loro opera anche nella costruzione della chiesa di San Pietro di Cembra.
La torre campanaria della chiesa primitiva, che esisteva sin dal XVI secolo (venne eretta quasi certamente attorno al 1579.), venne utilizzata da Napoleone Bonaparte il 5 settembre 1796, durante la campagna d'Italia, come punto di osservazione per "riconoscere la posizione dell'inimico da quella parte e dati gli ordini appositi ritornò a Trento".
Il vecchio campanile, dopo la sua costruzione, venne restaurato varie volte, e sicuramente uno di questi interventi si ebbe prima del luglio 1788 perché è giunta sino a noi la documentazione che riguarda una spesa alla quale la popolazione del paese dovette far fronte in quella data e relativa alla fornitura, da Trento, di un carico di calcina usata per lavori alla costruzione. L'orologio, del quale la torre è ancora fornita, ma più ancora le campane, furono molto importanti per la comunità, e non solo a fini religiosi. Una disposizione (regola) della fine del XVII secolo stabiliva l'obbligo per tutti, nel caso la campana maggiore venisse fatta suonare dal sindaco, di convenire velocemente nella piazza del paese per dare il necessario aiuto in caso di calamità naturali, in particolare alluvioni causate dalla roggia che attraversa ancora il paese.
L'altare maggiore della chiesa, in diaspro e marmo di Carrara, è del 1771 ed è opera di Giovanni Francesco Ogna, di Brescia. La pala d'altare con l'immagine della Visitazione è di poco posteriore ed è attribuita a Domenico Zeni. Entrambe le opere, dopo la dismissione della vecchia cappella, vennero trasferite nella navata della nuova chiesa, sul lato meridionale.
Dopo la costruzione della nuova chiesa l'edificio subì un veloce degrado. Venne sconsacrato, utilizzato come magazzino dall'Esercito imperiale austriaco e poi venduto all'incanto nel 1873. In seguito ne venne modificata la destinazione d'uso e divenne abitazione civile.

### Nuova parrocchiale
L'idea di un nuovo tempio dedicato alla Visitazione della Beata Vergine Maria partì da un voto popolare della prima metà del XIX secolo espresso a Sant'Anna per chiedere protezione da un'epidemia che stava colpendo il territorio.
La costruzione dell'edificio moderno, su progetto di Antonio Pages, iniziò nel 1855 e venne ultimata, come testimonia anche la data presente sulla facciata, nel 1859.
La nuova chiesa venne accolta con festeggiamenti dalla comunità, tuttavia per diverso tempo non ebbe un suo campanile (eretto solo 66 anni dopo) e la piazza del paese rimase a lungo attraversata dalla roggia così che una sistemazione definitiva del centro cittadino si ebbe soltanto a partire dal 1996.

## Descrizione

### Esterni
La facciata è in stile neoclassico (lombardesco) tripartita da lesene sormontata da un frontone. La parte centrale ospita il portale principale e le due parti laterali mostrano quattro grandi dipinti, opera del 1903 di Gaetano Degiacomi. Ad entrambi i lati, in posizione arretrata rispetto alla facciata, due portali secondari. Questi sono sormontati ognuno da un grande dipinto, sempre opera di Degiacomi.
 
Il corpo centrale della facciata appare di forma quasi quadrata. Il frontone, che ricorda un antico tempio greco, è contenuto nella cornice ed è sormontato a sua volta da un ampio cornicione.
La torre campanaria è di epoca posteriore, ed è stata edificata solo nel 1925.

### Interni
La struttura ha un'unica aula suddivisa in nove campate. L'atrio al quale si accede dal portale maggiore ha pianta rettangolare ed è sormontato da un arco a tutto sesto nel cui interno è presente un dipinto semicircolare.
 
L'altare maggiore è rialzato. Tutto l'interno è abbellito da dipinti murali, opere di Duilio Corompai e di Gaetano Degiacomi. Le opere pittoriche sulle pareti laterali sono di Vittorio Melchiori, di Trento. Le tavole della pregevole Via Crucis sono opera di Nicolò Volani.
 Nella parte centrale della parete sud è conservato l'altare con la relativa pala della vecchia chiesa. Sulla parete nord, di fonte, è presente un organo costruito nel 1974 dalla ditta Francesco Ciresa, in sostituzione di quello precedente del 1933, commissionato al veronese Domenico Farinati.

## Pubblicazioni
- Parrocchia della Visitazione di Gardolo (a cura di), Bosnia Erzegovina, dramma e speranza, Trento, Vita trentina, 1998, SBN BVE0159711.